# 杜博维哈伊 (扎波罗热州)
47°56′37″N 35°46′20″E / 47.94361°N 35.77222°E
杜博維哈伊（烏克蘭語：Дубовий Гай）是位於烏克蘭東南部的村莊，由扎波羅熱州扎波羅熱区的新米科拉伊夫卡市鎮負責管轄。該村面積0.01平方公里，海拔高度126米，2001年人口89，人口密度每平方公里8,900人。